# (4579) Puccini
(4579) Puccini (1989 AT6) – planetoida z pasa głównego asteroid okrążająca Słońce w ciągu 3,72 lat w średniej odległości 2,4 j.a. Odkryta 11 stycznia 1989 roku.